# コンパラブルインデックス
コンパラブルインデックス（Comparable Index）、またはコンパラティヴインデックス（Comparative Index）とは、競馬において、種牡馬の成績を表す1つの指標で、どのぐらい良質の繁殖牝馬と配合されたかを示す。略称はCIまたはCPI。1982年、ブラッド・ホース誌の編集者ケント・ホリングスワースが考案した。
CIは種牡馬の交配相手の繁殖牝馬群が過去に他の種牡馬と交配されてできた産駒のアーニングインデックス（AEIもしくはEI、以下AEIで表記）の平均であり、AEIとの比較によって、その種牡馬が配合された繁殖牝馬の質に見合った産駒を出しているのかが判定される。AEIと比較してCIが高ければ配合相手の繁殖牝馬の質の割に成績が良くない、逆にAEIがCIより高い場合は繁殖牝馬の質の割には好成績であるという判定が可能である。
例としてコジーンをあげる。2004年の資料によれば、コジーンのCIは1.75であるとされる。これはコジーンの配合相手の牝馬の仔が、他の種牡馬との産駒の獲得賞金平均の1.75倍の賞金を稼いでいることを意味する。つまり、コジーンは平均よりも1.75倍程度優秀な牝馬と配合されていた。一方、コジーンのAEIは2.89で、これはコジーンの産駒が種牡馬平均の2.89倍の賞金を稼いでいることを意味する。つまりコジーンの仔は、配合相手の牝馬の他の仔に比べて約65%多くの賞金を稼いでいたことになる。